# Pokrovka, Bârzula
Pokrovka (în ucraineană Покровка) este un sat în comuna Liubașivka din raionul Bârzula, regiunea Odesa, Ucraina.

## Demografie
Componența lingvistică a comunei Pokrovka
     Ucraineană (99,53%)
     Alte limbi (0,47%)
Conform recensământului din 2001, majoritatea populației comunei Pokrovka era vorbitoare de ucraineană (99,53%), existând în minoritate și vorbitori de alte limbi.